# Sparmont (Belgique)
 (juin 2022).
Si vous disposez d'ouvrages ou d'articles de référence ou si vous connaissez des sites web de qualité traitant du thème abordé ici, merci de compléter l'article en donnant les références utiles à sa vérifiabilité et en les liant à la section « Notes et références ».
Pour les articles homonymes, voir Sparmont.
Sparmont est un hameau de la commune belge de Hamoir en province de Liège. 
Avant la fusion des communes, le hameau faisait partie de la commune de Comblain-Fairon.

## Situation
Sparmont se situe sur une colline entourée par les vallées du ruisseau de Bloquay et de deux de ses petits affluents. Il se situe au bout d'une rue en cul-de-sac entre le village de Fairon et le hameau de La Rock dans la commune d'Anthisnes.

## Description
Ce hameau à la limite du Condroz se compose de deux châteaux, d'une dizaine de maisons et d'une grande ferme en carré où se trouve un gîte rural.